# Japans Olympisch Comité
Het Japans Olympisch Comité (Japans: 日本オリンピック委員会) (Romaji: Nippon Orimpikku Iinkai) of JOC is het Nationaal Olympisch Comité voor de Olympische Spelen in Japan. Dit comité, gevestigd in Kioto, is een non-profitorganisatie dat de deelnemende ploegen selecteert en subsidieert om ze Japan te laten vertegenwoordigen op de Olympische wedstrijden die georganiseerd worden door het Internationaal Olympisch Comité.
Japan heeft al drie keer de Olympische Spelen georganiseerd: één keer de Olympische Zomerspelen (in 1964 te Tokio) en twee keer de Olympische Winterspelen (in 1972 te Sapporo, en in 1998 te Nagano).